# Megyeri Károly (színművész)
Megyeri Károly (született Stand) (Tótmegyer, 1799. január 8. – Pest, 1842. december 12.) színész, drámaíró és -fordító.

## Élete
Művésznevét szülőfaluja után vette fel. Édesapja a Károlyi-uradalom gazdatisztje volt. Ő is gazdasági irnok lett a gróf Károlyiak uradalmában, ám mivel kifigurázta inspektorát, elbocsátották. 1817-ben tagja lett Kilényi Dávid társulatának. A legismertebb vándoregyüttesekkel lépett fel az országban, többek között a pozsonyi országgyűlésen (1825), Kassán (1828–1833), valamint a budai Várszínházban (1833–1837), ahol rendezett is. 1837–től 1842-ig kisebb megszakításokkal a Pesti Magyar Színház tagja volt, majd a Nemzeti Színházhoz került át. Egyaránt szerepelt vígjátékokban és megformált intellektuális intrikusokat is: ő volt a Bánk bán ősbemutatóján az első Biberach. Alakított hősöket is, mint például Schenk Belizárjának címszerepét a Pesti Magyar Színház nyitóelőadásán. Alakját Vörösmarty Mihály két epigrammában (1844), Petőfi Sándor pedig A tintásüveg című versében (1844) ábrázolta.
Komikusként rendkívüli sikereket aratott, de intrikus szerepekre is alkalmazták. Komikai erejét átvitte a művészet tereméből, ahol a társaság felviditására száz meg száz apró történetet és anekdotát tudott annyi élénkséggel és olyan plasztikai kifejezésekkel előadni, hogy rá és anekdotáira hosszú idő után sem lehetett kacagás nélkül emlékezni. Kisded zömök alak volt, ezer változatú, kifejezésdús proteusi arccal és mozgással, melyek jól választott öltözetével együtt megannyi jellemfestő, szerepmagyarázó jelek voltak színészi játékában. Hangja nem volt kellemes, sőt recsegő; fellépésében nem elég méltóságos, ezért hősi szerepekre nem volt alkalmas, de az egyik legsokoldalúbb színészként ismerték. Volt egy kalapja, csak ezt kellett fejébe csapni, és a közönség, még mielőtt ajka megnyílt volna, szűnni nem akaró nevetésben tört ki.
12 drámát fordított le német nyelvből, ebből hatnak a szövege ismert. Nyelvprity című vígjátékában a nyelvújítás túlzásait is megjelenítette, ez nyomtatásban is megjelent Kassán, 1833-ban. Kéziratban maradt ránk A solymosi vár című 1833-as drámája.

## Fontosabb szerepei
- Shylock (William Shakespeare: A velencei kalmár);
- Homodei (Victor Hugo: Angelo);
- Gubetta (Hugo: Borgia Lucretia);
- Varning (Ducange: Harminc év egy játékos életéből);
- Perföldy (Kisfaludy K.: A kérők);
- Lombai (Kisfaludy K.: Csalódások);
- Kardos (Fáy A.: Régi pénzek);
- Zajtay (Gaál J.: A peleskei nótárius);
- Cérna (Nestroy: Lumpáci vagabundus);
- Töksi Pelikán (Raupach: Korszellem);
- Dániel (Vogel: Örökségi egyezés).

## Kéziratban lévő művei
- Rafaela és Heliodor, szomorújáték 5 felv. Raupach Erneszt után (előadták Miskolcon 1831. okt. 8., 1833. febr. 5. Debrecenben, 1832. aug. 25. Budán, 1834. ápr. 2., nov. 19. Nagyváradon, 1835. máj. 23. és dec. 21.)
- A babonás szekrény, vagy a lepecsételt polgármester, vígj. 2 szakaszban, Kotzebue után németből ford. (Marosvásárhelyt 1832. máj. 29., Debrecenben szept. 23., Budán 1833. okt. 13., 1834. jan. 28., júl. 22., 1835-37. febr. 7., Pesten 1838. febr. 13., Kassán 1874. ápr. 7.)
- Nyilvános törvényszék, vagy az itélő biró és szerelem, vígj. 3 felv. Kotzebue után ford. (Miskolcon 1832. okt. 9., 20.)
- A két gálya-rab, vagy a sz. aldervoni malom, dráma 3 felv. Hell után németből (Budán 1833. dec. 14. 1834. márc. 3., 1835., 1837. jan. 24., Miskolcon 1833. febr. 2., Debrecenben 1835. aug. 13., 1836. jan. 21., Pesten 1837. dec. 5., 1839. júl. 9.)
- Solymosi vár, vagy a két utazó zarándok, új eredeti nemzeti dráma 3 szakaszban (Budán 1834. márc. 17.)
- Lantos és környékszék, vígj. 4 felv. Kotzebue után ford. (Budán 1834. júl. 6., 1835.)
- Rágalmazók, érzékeny játék 5 felv. Raupach után ford. (Budán 1834. ápr. 2.)
- Mencsikoff és Natalia, színjáték 5 felv., Krater Ferencz után ford. (Budán 1835. máj. 2.)
- Raphael, szomorújáték, Raupach után ford. (Kassán 1836. nov. 19.)

Benkő még a következő színműveit említi: Fiú bosszúállása, ford.; Kivallások, Bauernfeld után ford.; Rickeburgi háznép, Scribe után ford., a nemzeti színház könyvtárában: Girbachi Matild, érzékenyjáték 5. felv., ford.